# Helichrysum italicum
L'helichrysum italicum, sempreviva olorosa, garlanda o ramell de sant Ponç és un subarbust de la família de les asteràcies (compostes) present a Europa i Àfrica, sobretot a les zones seques i pedregoses, a les vores de camins i carreteres (ruderal). És una planta típica de zones àrides de muntanya i mar.
Per alguns autors aquest nom genèric (Helichrysum) deriva de les paraules gregues: helios, que significa sol i chrysos, que significa or, pel color de les flors. Per uns altres, deriva de helix, helichos, que significa espiral, sinuós, per les tiges tortes i chrysos, pel color de les flors.

## Morfologia
Pertany a les angiospermes (plantes amb llavor). Les flors estan altament especialitzades en la reproducció sexual i han coevolucionat al costat dels vectors poŀlinitzadors assegurant molt eficaçment l'èxit de la reproducció. Tenen aproximadament 12 estams i les flors, sèssils, no estan agrupades en glomèruls o bé fent glomèruls o capítols envoltats d'un involucre de bràctees. Totes tenen l'ovari ínfer i les fulles no verticil·lades. Les anteres poden estar soldades fent un tub al voltant de l'estil o bé poden ser lliures i en aquest cas es tracta de flors unisexuals. El gènere Helichrysum es caracteritza per plantes sense capítols femenins closos, amb aspecte de fruit ovoide, eriçat i amb 2 becs apicals. Helichrysum italicum és un camèfit d'altura inferior a 50 cm i arrel axonomorfa. La tija és erecta, té una ramificació simpòdica i segons la seva consistència podem dir que és una tija llenyosa, pel que fa al desenvolupament són tiges epigees (aèries). Les fulles lineals normalment mesuren menys de 4 mm d'amplada, generalment les trobem distribuïdes al llarg de tota la tija. Són fulles sèssils, és a dir, sense pecíol. Les flors són hermafrodites, tenen tant òrgans femenins com masculins. És una planta amb bràctees involucrals aplicades i imbricades regularment, les externes 3-5 vegades més curtes que les internes i més o menys coriàcies; involucre inicialment cilíndrico-ovoide, de 2-4mm d'amplada i finalment ovoide. Pel que fa a la inflorescència aquesta és racemosa, terminal densa, amb capítols grocs i nombrosos, la floració es produeix de mitjans de primavera a principis d'estiu. És una planta de cicle vital perenne, tant les seves part aèries com les subterrànies viuen durant tres o més anys. És una mata llenyosa, flairosa (desprèn una forta olor), i més o menys sericeo-pilosa.

## Ecologia
Mundialment en trobem a Europa, Àfrica i Àsia:
- Europa

sud-est: Grècia (inclosa Creta), Itàlia (incloses Sicília i Sardenya), i l'antiga Iugoslàvia.
sud-oest: França (inclosa Còrsega), tota la península Ibèrica, i les illes Balears.
- Àfrica

nord: Algèria i Marroc.
- Àsia

oest: Xipre
Té subespècies, que creixen a Catalunya (Anoia, Alt Penedès, Baix Ebre, Bages, Conca de Barberà, Alt Empordà, etc), també en trobem en zones del País Valencià i les Illes Balears.
És típica de zones àrides de muntanya i mar. El seu hàbitat idoni són els terrenys secs i pedregosos, i és habitual trobar-ne a les vores de camins i carreteres.

## Farmacologia
La part utilitzada són els capítols florals. S'utilitzen els principis actius de la planta, els quals són: oli essencial amb nerol, alfa i beta-pinè, eugenol, linalol, lactones sesquiterpèniques, àcids cafèic i ursòlic, beta-sitosterol, flavonoides.

### Composició química
- flavonoides

- flavones (apigenol, luteolol)
- flavonols (kaempferol, quercetol)
- flavanones (naringenol, helicrisina, salipurpòsid)
- xalcones (isohelicrisina, isosalipurpòsid)
Nota: la majoria d'aquests flavonoides són incolors excepte l'isosalipurpòsid, que és el pigment principal de les chalcones.
- Derivats fenòlics

- derivats cetònics d'un nucli pirà com l'arenol 
- Àcids orgànics

- àcid cafeic
- àcid ursòlic
- olis essencials

- nerol (gairebé 50% del contingut)
- d-alfa-pinè
- eugenol
- sesquiterpens azulògens
- linalol

### Usos medicinals
S'utilitza per al tractament de les afeccions de la pell (al·lèrgies, dermatosis) en forma de pomades. Com tots els helicrisos també és beneficiós per al sistema digestiu, urinari i respiratori.

### Accions farmacològiques
Actua com a: coletèric, colagog, espasmolític, diürètic, depuratiu, antireumàtic i antigotós, antial·lèrgic, expectorant, antimicrobià, cicatritzant (via externa), protector dels teixits i antineuràlgic.

### Toxicitat
Cal tenir en compte el contingut alcohòlic de l'extracte fluid, de la tintura i del xarop.
Pot provocar una obstrucció de les vies biliars, per tant no se n'han de prescriure formes de dosificació orals amb contingut alcohòlic a nens de menys de dos anys ni a pacients que facin una desintoxicació etílica.

### Galeria de fotos

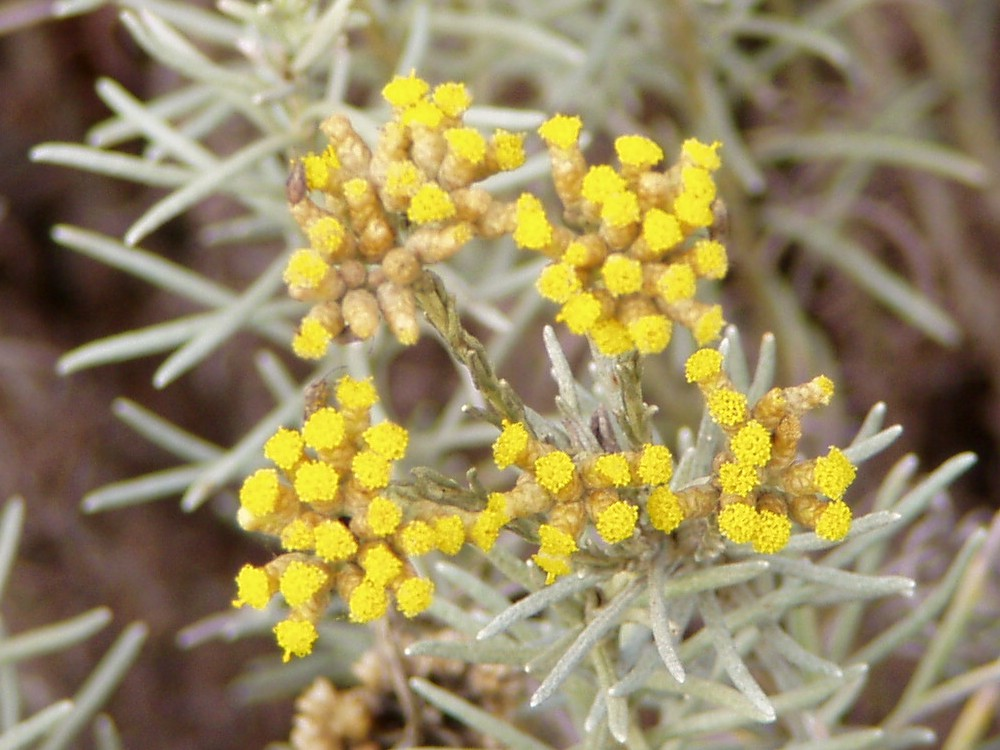
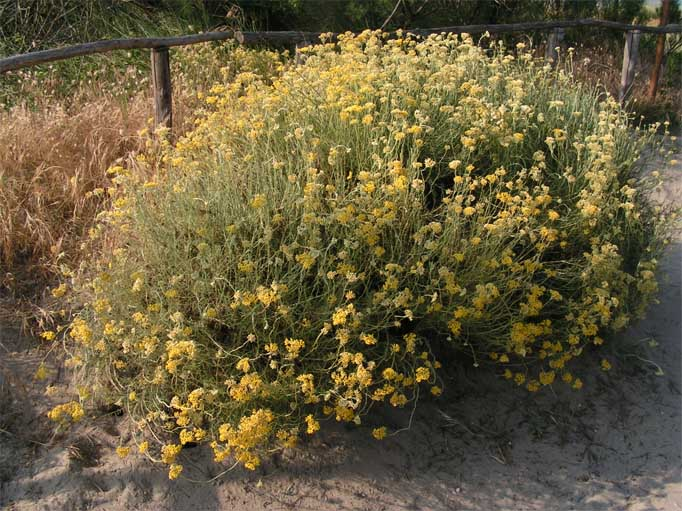
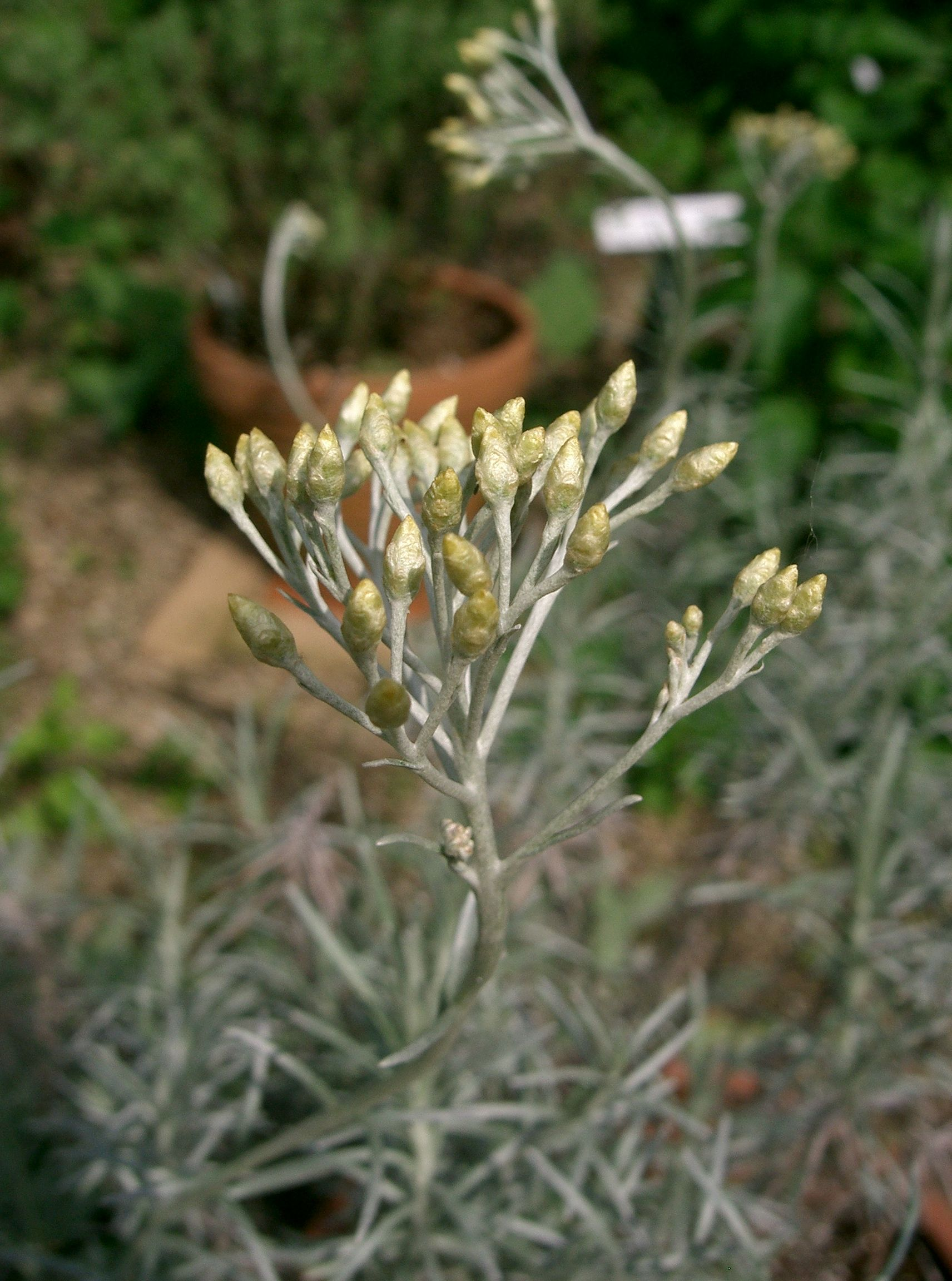
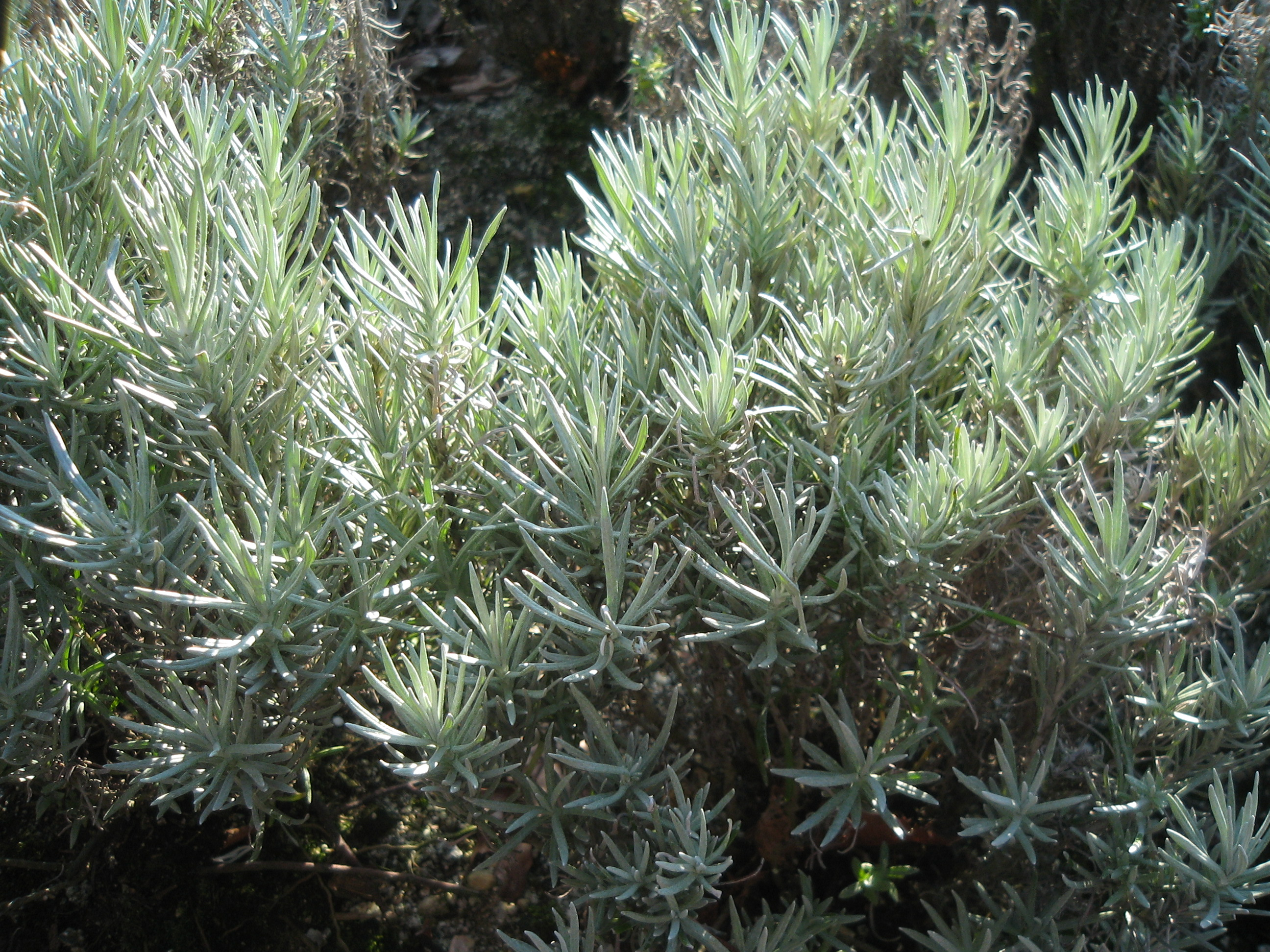